# Исказиев, Орынгазы Исказиевич
Орынгазы Исказиевич Исказиев (15 сентября 1934, Атырауская область, Казахстан — 13 января 2023) — заслуженный геолог Республики Казахстан, первооткрыватель нескольких нефтяных месторождений, лауреат Государственной премии Республики Казахстан (1994).

## Биография
Родился 15 сентября 1934 г. в Атырауской области.
Окончил школу села Кулагино Индерского района (1951) и геолого-географический факультет Казахстанского государственного университета им. Кирова (1956).
В 1957—1961 гг. оператор по добыче нефти, по поддержанию пластового давления, мастер бригады по исследованию скважин и геолог по эксплуатации месторождения «Кошкар».
В 1961—1963 гг. — старший геолог нефтепромысла Комсомольск. В 1963—1976 гг. — заместитель главного геолога, главный геолог нефтегазодобывающего управления (НГДУ) «Прорванефть». В 1976—1997 гг. — начальник геологического отдела объединения «Эмбанефть».
С 1997 г. на пенсии.
Первооткрыватель Тенгизского, Ботаханского, «Западная Прорва» и нескольких других месторождений.
Лауреат Государственной премии Республики Казахстан в области науки, техники и образования (1994) — за участие в открытии Тенгизского месторождения нефти. Почётный разведчик недр РК.
Заслуженный геолог Республики Казахстан. Награждён орденами Парасат и Курмет, Почётной грамотой Верховного Совета Казахской ССР.
Автор автобиографической книги «Ступени жизни».
Сын — Исказиев Курмангазы Орынгазиевич (11.05.1965), профессор, лауреат Государственной премии Казахстана, председатель правления АО "НК «КазМунайГаз».